# Onciale 0100
L'Onciale 0100 (numerazione Gregory-Aland; "ε 070" nella numerazione Soden), è un codice manoscritto onciale del Nuovo Testamento, 
diglotto greco-copto, datato paleograficamente al VII secolo.

## Descrizione
Il codice è composto da uno spesso foglio di pergamena di 370 per 380 mm, contenenti brani il testo del Vangelo secondo Giovanni  (20,26-27.30-31). Il testo è su due colonne per pagina e 33 linee per colonna.
Il testo del codice Kurt Aland non lo ha collocato in nessuna categoria.

## Storia
Il codice è conservato alla Biblioteca nazionale di Francia (Copt. 129,10) a Parigi.